# Lin Wei
Lin Wei (né le 16 octobre 1974) est un athlète chinois, spécialiste du sprint.

## Biographie
Il remporte la médaille d'or du 100 m lors des championnats d'Asie d'athlétisme 1995 à Djakarta, dans le temps de 10 s 34. 

### Palmarès
| Date | Compétition         | Lieu     | Résultat | Épreuve   | Performance |
| ---- | ------------------- | -------- | -------- | --------- | ----------- |
| 1993 | Championnats d'Asie | Manille  | 3e       | 100 m     | 10 s 46     |
| 1995 | Championnats d'Asie | Djakarta | 1er      | 100 m     | 10 s 34     |
| 1998 | Championnats d'Asie | Fukuoka  | 1er      | 4 x 100 m | 39 s 03     |

### Records
| Épreuve | Performance | Lieu  | Date             |
| ------- | ----------- | ----- | ---------------- |
| 100 m   | 10 s 26     | Pékin | 8 septembre 1993 |